# 1. Fussballclub Heidenheim 1846 2016-2017
Questa voce raccoglie le informazioni riguardanti il 1. Fussballclub Heidenheim 1846 nelle competizioni ufficiali della stagione calcistica 2016-2017.

## Stagione
Nella stagione 2016-2017 l'Heidenheim, allenato da Frank Schmidt, concluse il campionato di 2. Bundesliga al 6º posto. In Coppa di Germania l'Heidenheim fu eliminato al secondo turno dal Wolfsburg.

## Rosa
| N. |                     | Ruolo | Calciatore     |
| -- | ------------------- | ----- | -------------- |
| 22 | Germania (bandiera) | P     | Vitus Eicher   |
| 19 | Polonia (bandiera)  | P     | Leon Jankowski |
| 1  | Germania (bandiera) | P     | Kevin Müller   |
| 16 | Germania (bandiera) | D     | Robin Becker   |
| 33 | Germania (bandiera) | D     | Timo Beermann  |
| 28 | Germania (bandiera) | D     | Arne Feick     |
| 34 | Germania (bandiera) | D     | Ibrahim Hajtić |
| 23 | Germania (bandiera) | D     | Kevin Kraus    |
| 20 | Germania (bandiera) | D     | Ronny Philp    |
| 29 | Germania (bandiera) | D     | Robert Strauß  |
| 25 | Germania (bandiera) | D     | Hauke Wahl     |
| 5  | Germania (bandiera) | D     | Mathias Wittek |
| 36 | Germania (bandiera) | C     | Dave Gnaase    |

| N. |                        | Ruolo | Calciatore           |
| -- | ---------------------- | ----- | -------------------- |
| 18 | Germania (bandiera)    | C     | Sebastian Griesbeck  |
| 12 | Australia (bandiera)   | C     | Ben Halloran         |
| 35 | Germania (bandiera)    | C     | Kevin Lankford       |
| 8  | Austria (bandiera)     | C     | Martin Rasner        |
| 7  | Germania (bandiera)    | C     | Marc Schnatterer     |
| 38 | Germania (bandiera)    | C     | Tim Skarke           |
| 30 | Germania (bandiera)    | C     | Norman Theuerkauf    |
| 26 | Germania (bandiera)    | C     | Marcel Titsch-Rivero |
| 21 | Germania (bandiera)    | A     | Tim Kleindienst      |
| 11 | Germania (bandiera)    | A     | Denis Thomalla       |
| 15 | Paesi Bassi (bandiera) | A     | John Verhoek         |
| 31 | Germania (bandiera)    | A     | Dominik Widemann     |

## Organigramma societario
Area tecnica
- Allenatore: Frank Schmidt
- Allenatore in seconda: Christian Gmünder, Alexander Raaf
- Preparatore dei portieri: Bernd Weng
- Preparatori atletici: Said Lakhal

## Risultati

### 2. Bundesliga

#### Girone di andata
| Arbitro: | Winkmann |

|              |           |  |
| Thomalla 42’ | Marcatori |  |

| Arbitro: | Osmers |

|              |           |              |
| Sylvestr 11’ | Marcatori | 56’ Thomalla |

| Arbitro: | Welz |

|                 |           |                             |
| Schnatterer 60’ | Marcatori | 17’ Weihrauch 89’ Benatelli |

| Arbitro: | Steinhaus |

|            |           |                        |
| Šunjić 72’ | Marcatori | 69’ Verhoek 76’ Skarke |

| Arbitro: | Osmers |

|                                 |           |  |
| Kleindienst 70’ Schnatterer 76’ | Marcatori |  |

| Sandhausen 20 settembre 2016, ore 17:30 CEST 6ª giornata | Sandhausen | 0 – 0 referto | Heidenheim | Hardtwaldstadion (5 198 spett.)\| Arbitro: \| Aarnink \| |
| Arbitro:                                                 | Aarnink    |               |            |                                                          |

| Arbitro: | Günsch |

|                                  |           |  |
| Finne 2’ Beermann 20’ Strauß 56’ | Marcatori |  |

| Arbitro: | Siewer |

|                 |           |             |
| Kleindienst 27’ | Marcatori | 76’ Kumbela |

| Arbitro: | Sather |

|  |           |                              |
|  | Marcatori | 14’ Halloran 18’ Kleindienst |

| Heidenheim an der Brenz 22 ottobre 2016, ore 13:00 CEST 10ª giornata | Heidenheim | 0 – 0 referto | Dinamo Dresda | Voith-Arena (13 200 spett.)\| Arbitro: \| Aytekin \| |
| Arbitro:                                                             | Aytekin    |               |               |                                                      |

| Arbitro: | Rohde |

|                              |           |                       |
| Mlapa 6’ Bastians 31’ (rig.) | Marcatori | 49’ (aut.) Dawidowicz |

| Arbitro: | Jablonski |

|                                      |           |            |
| Schnatterer 36’ (rig.) Griesbeck 82’ | Marcatori | 28’ Yamada |

| Arbitro: | Badstübner |

|                           |           |            |
| Voglsammer 35’ Prietl 62’ | Marcatori | 14’ Skarke |

| Arbitro: | Cortus |

|                             |           |  |
| Schnatterer 20’, 81’ (rig.) | Marcatori |  |

| Arbitro: | Siewer |

|                                   |           |                              |
| Harnik 45’ Füllkrug 68’ Bazee 70’ | Marcatori | 42’ Verhoek 60’ (aut.) Anton |

| Arbitro: | Schröder |

|                                                     |           |  |
| Kleindienst 34’ Schnatterer 58’ (rig.) Halloran 90’ | Marcatori |  |

| Arbitro: | Kempter |

|             |           |                        |
| Mölders 27’ | Marcatori | 72’ (rig.) Schnatterer |

#### Girone di ritorno
| Arbitro: | Badstübner |

|                       |           |             |
| Köpke 56’ Nazarov 90’ | Marcatori | 84’ Verhoek |

| Arbitro: | Aarnink |

|                             |           |                                |
| Kleindienst 41’ Verhoek 90’ | Marcatori | 4’, 79’ Sabiri 68’ Kammerbauer |

| Arbitro: | Kempkes |

|  |           |                              |
|  | Marcatori | 80’ Beermann 83’ Kleindienst |

| Arbitro: | Drees |

|                 |           |                         |
| Schnatterer 42’ | Marcatori | 19’ Gentner 71’ Brekalo |

| Düsseldorf 25 febbraio 2017, ore 13:00 CET 22ª giornata | Fortuna Düsseldorf | 0 – 0 referto | Heidenheim | Merkur Spiel-Arena (20 178 spett.)\| Arbitro: \| Günsch \| |
| Arbitro:                                                | Günsch             |               |            |                                                            |

| Arbitro: | Dietz |

|                                  |           |                          |
| Feick 45’ Schnatterer 66’ (rig.) | Marcatori | 2’ Kosecki 27’ Linsmayer |

| Arbitro: | Winkmann |

|                       |           |           |
| Theuerkauf 76’ (aut.) | Marcatori | 66’ Feick |

| Arbitro: | Siewer |

|                                  |           |                                 |
| Boland 33’ Nyman 78’ Reichel 90’ | Marcatori | 3’ Schnatterer 73’ (rig.) Feick |

| Arbitro: | Storks |

|  |           |               |
|  | Marcatori | 21’, 67’ Žulj |

| Arbitro: | Dietz |

|                        |           |               |
| Berko 75’ Kutschke 86’ | Marcatori | 49’ Griesbeck |

| Heidenheim an der Brenz 8 aprile 2017, ore 13:00 CEST 28ª giornata | Heidenheim | 0 – 0 referto | Bochum | Voith-Arena (11 100 spett.)\| Arbitro: \| Kempter \| |
| Arbitro:                                                           | Kempter    |               |        |                                                      |

| Arbitro: | Willenborg |

|  |           |             |
|  | Marcatori | 67’ Verhoek |

| Arbitro: | Alt |

|                            |           |                     |
| Dick 47’ (aut.) Wittek 57’ | Marcatori | 58’ Schütz 61’ Klos |

| Arbitro: | Schröder |

|                                             |           |  |
| Verhoek 52’ (aut.) Dæhli 56’ Bouhaddouz 62’ | Marcatori |  |

| Arbitro: | Dingert |

|  |           |                 |
|  | Marcatori | 16’, 25’ Harnik |

| Arbitro: | Osmers |

|  |           |               |
|  | Marcatori | 82’ Griesbeck |

| Arbitro: | Winkmann |

|                                 |           |            |
| Schnatterer 86’ Kleindienst 90’ | Marcatori | 62’ Aigner |

### Coppa di Germania
| Arbitro: | Gerach |

|            |           |                          |
| Tumbul 30’ | Marcatori | 75’ Verhoek 79’ Thomalla |

| Arbitro: | Brand |

|  |           |           |
|  | Marcatori | 49’ Gómez |

## Statistiche

### Statistiche di squadra
| Competizione      | Punti | In casa | In casa | In casa | In casa | In casa | In casa | In trasferta | In trasferta | In trasferta | In trasferta | In trasferta | In trasferta | Totale | Totale | Totale | Totale | Totale | Totale | DR |
| Competizione      | Punti | G       | V       | N       | P       | Gf      | Gs      | G            | V            | N            | P            | Gf           | Gs           | G      | V      | N      | P      | Gf     | Gs     | DR |
| ----------------- | ----- | ------- | ------- | ------- | ------- | ------- | ------- | ------------ | ------------ | ------------ | ------------ | ------------ | ------------ | ------ | ------ | ------ | ------ | ------ | ------ | -- |
| 2. Bundesliga     | 46    | 17      | 7       | 5       | 5       | 24      | 18      | 17           | 5            | 5            | 7            | 19           | 21           | 34     | 12     | 10     | 12     | 43     | 39     | +4 |
| Coppa di Germania | -     | 1       | 0       | 0       | 1       | 0       | 1       | 1            | 1            | 0            | 0            | 2            | 1            | 2      | 1      | 0      | 1      | 2      | 2      | 0  |
| Totale            | -     | 18      | 7       | 5       | 6       | 24      | 19      | 18           | 6            | 5            | 7            | 21           | 22           | 36     | 13     | 10     | 13     | 45     | 41     | +4 |

### Andamento in campionato
| Giornata  | 1 | 2 | 3 | 4 | 5 | 6 | 7 | 8 | 9 | 10 | 11 | 12 | 13 | 14 | 15 | 16 | 17 | 18 | 19 | 20 | 21 | 22 | 23 | 24 | 25 | 26 | 27 | 28 | 29 | 30 | 31 | 32 | 33 | 34 |
| --------- | - | - | - | - | - | - | - | - | - | -- | -- | -- | -- | -- | -- | -- | -- | -- | -- | -- | -- | -- | -- | -- | -- | -- | -- | -- | -- | -- | -- | -- | -- | -- |
| Luogo     | C | T | C | T | C | T | C | C | T | C  | T  | C  | T  | C  | T  | C  | T  | T  | C  | T  | C  | T  | C  | T  | T  | C  | T  | C  | T  | C  | T  | C  | T  | C  |
| Risultato | V | N | P | V | V | N | V | N | V | N  | P  | V  | P  | V  | P  | V  | N  | P  | P  | V  | P  | N  | N  | N  | P  | P  | P  | N  | V  | N  | P  | P  | V  | V  |
| Posizione | 5 | 5 | 9 | 5 | 3 | 5 | 4 | 4 | 2 | 3  | 6  | 3  | 4  | 4  | 5  | 4  | 4  | 6  | 7  | 5  | 5  | 6  | 6  | 6  | 7  | 7  | 7  | 7  | 7  | 7  | 7  | 10 | 8  | 6  |

Legenda:

Luogo: C = Casa; T = Trasferta. Risultato: V = Vittoria; N = Pareggio; P = Sconfitta.

### Statistiche dei giocatori
| Giocatore        | 2. Bundesliga | 2. Bundesliga | 2. Bundesliga | 2. Bundesliga | Coppa di Germania | Coppa di Germania | Coppa di Germania | Coppa di Germania | Totale   | Totale | Totale      | Totale     |
| Giocatore        | Presenze      | Reti          | Ammonizioni   | Espulsioni    | Presenze          | Reti              | Ammonizioni       | Espulsioni        | Presenze | Reti   | Ammonizioni | Espulsioni |
| ---------------- | ------------- | ------------- | ------------- | ------------- | ----------------- | ----------------- | ----------------- | ----------------- | -------- | ------ | ----------- | ---------- |
| V. Eicher        | -             | -             | -             | -             | -                 | -                 | -                 | -                 | -        | -      | -           | -          |
| L. Jankowski     | -             | -             | -             | -             | -                 | -                 | -                 | -                 | -        | -      | -           | -          |
| K. Müller        | 34            | 0             | 0             | 0             | 2                 | 0                 | 1                 | 0                 | 36       | 0      | 1           | 0          |
| R. Becker        | 7             | 0             | 0             | 0             | 1                 | 0                 | 0                 | 0                 | 8        | 0      | 0           | 0          |
| T. Beermann      | 16            | 2             | 5             | 0             | 2                 | 0                 | 0                 | 0                 | 18       | 2      | 5           | 0          |
| A. Feick         | 32            | 3             | 2             | 0             | 2                 | 0                 | 0                 | 0                 | 34       | 3      | 2           | 0          |
| I. Hajtić        | -             | -             | -             | -             | -                 | -                 | -                 | -                 | -        | -      | -           | -          |
| K. Kraus         | 8             | 0             | 0             | 0             | 1                 | 0                 | 0                 | 0                 | 9        | 0      | 0           | 0          |
| R. Philp         | 12            | 0             | 4             | 0             | -                 | -                 | -                 | -                 | 12       | 0      | 4           | 0          |
| R. Strauß        | 23            | 1             | 3             | 0             | 1                 | 0                 | 0                 | 0                 | 24       | 1      | 3           | 0          |
| H. Wahl          | 14            | 0             | 1             | 0             | -                 | -                 | -                 | -                 | 14       | 0      | 1           | 0          |
| M. Wittek        | 27            | 1             | 7             | 0             | 1                 | 0                 | 0                 | 0                 | 28       | 1      | 7           | 0          |
| D. Gnaase        | 9             | 0             | 0             | 0             | -                 | -                 | -                 | -                 | 9        | 0      | 0           | 0          |
| S. Griesbeck     | 33            | 3             | 4             | 1             | 2                 | 0                 | 0                 | 0                 | 35       | 3      | 4           | 1          |
| B. Halloran      | 19            | 2             | 5             | 0             | 1                 | 0                 | 0                 | 0                 | 20       | 2      | 5           | 0          |
| K. Lankford      | 10            | 0             | 1             | 0             | -                 | -                 | -                 | -                 | 10       | 0      | 1           | 0          |
| M. Rasner        | 7             | 0             | 1             | 0             | 1                 | 0                 | 0                 | 0                 | 8        | 0      | 1           | 0          |
| M. Schnatterer   | 34            | 11            | 5             | 0             | 2                 | 0                 | 1                 | 0                 | 36       | 11     | 6           | 0          |
| T. Skarke        | 25            | 2             | 2             | 0             | 1                 | 0                 | 0                 | 0                 | 26       | 2      | 2           | 0          |
| N. Theuerkauf    | 24            | 0             | 0             | 0             | -                 | -                 | -                 | -                 | 24       | 0      | 0           | 0          |
| M. Titsch-Rivero | 32            | 0             | 7             | 1             | 2                 | 0                 | 1                 | 0                 | 34       | 0      | 8           | 1          |
| T. Kleindienst   | 27            | 7             | 7             | 0             | 1                 | 0                 | 0                 | 0                 | 28       | 7      | 7           | 0          |
| D. Thomalla      | 29            | 2             | 0             | 0             | 2                 | 1                 | 0                 | 0                 | 31       | 3      | 0           | 0          |
| J. Verhoek       | 26            | 5             | 2             | 1             | 2                 | 1                 | 0                 | 0                 | 28       | 6      | 2           | 1          |
| D. Widemann      | 5             | 0             | 1             | 0             | 1                 | 0                 | 0                 | 0                 | 6        | 0      | 1           | 0          |
| D. Atanga        | 4             | 0             | 1             | 0             | 1                 | 0                 | 0                 | 0                 | 5        | 0      | 1           | 0          |
| B. Finne         | 7             | 1             | 0             | 0             | 2                 | 0                 | 0                 | 0                 | 9        | 1      | 0           | 0          |
| S. Morabit       | 5             | 0             | 0             | 0             | -                 | -                 | -                 | -                 | 5        | 0      | 0           | 0          |
| O. Schnitzler    | 1             | 0             | 0             | 0             | -                 | -                 | -                 | -                 | 1        | 0      | 0           | 0          |